# Stazione di Migliarino
La stazione di Migliarino è una stazione ferroviaria di superficie della ferrovia Ferrara-Codigoro. Ubicata nel comune di Fiscaglia, serve la frazione di Migliarino, già comune autonomo fino al 2014, e le zone rurali circostanti.
È gestita da Ferrovie Emilia Romagna (FER).

## Storia
La stazione entrò in servizio all'apertura della linea ferroviaria, il 10 gennaio 1932.

## Strutture e impianti
La struttura è costituita dall'unico fabbricato viaggiatori mentre il piazzale del ferro è dotato di 2 binari. È inoltre presente uno scalo merci dotato di magazzino servito da due binari tronchi.

## Movimento
La stazione è servita da treni regionali svolti da Trenitalia Tper nell'ambito del contratto di servizio stipulato con la regione Emilia-Romagna.
A novembre 2019, la stazione risultava frequentata da un traffico giornaliero medio di circa 170 persone (100 saliti + 70 discesi).